# Emil Frey
Emil Frey (3. prosince 1898 Brombach, Bádensko – 16. dubna 1995 Herrliberg, kanton Curych, Švýcarsko) byl švýcarský podnikatel v automobilovém průmyslu a motocyklový i automobilový závodník. 

## Život
Emil Frey, člen reformované církve, se narodil jako syn textilního dělníka Otty Freye v Brombachu. Vyučil se mechanikem v Brombachu a poté pracoval v Oberndorfu, Stuttgartu a Basileji.
Od roku 1918 pracoval jako mechanik jízdních kol a motocyklů v Curychu, kde si v roce 1924 zřídil vlastní autoservis. V roce 1926 začal prodávat švýcarské motocykly a od roku 1928 také britské. Od roku 1931 prodával i britské automobily.
V roce 1945 Emil Frey založil dovozní společnost, která byla v roce 1954 přejmenována na Emil Frey AG. V roce 1967 začal jako první dovážet japonské automobily, a to značku Toyota. Kromě toho obchodoval i s motocykly nebo dieselovými a lodními motory. Založil síť dealerství s centrem v Safenwilu ve švýcarském kantonu Aargau. V 70. letech firmu, která byla tehdy druhým největším dovozcem automobilů ve Švýcarsku, prodal svému synovi Walterovi.
Sepsal svůj životopis s názvem Auto-Biografie. Die Geschichte meines Lebens. (Autobiografie. Příběh mého života.), který vyšel v roce 1988.
Byl dvakrát ženat. Zemřel ve věku 96 let v Herrlibergu.

## Ocenění
V roce 1981 obdržel Frey Řád britského impéria.